# Evènor (metge)
Evènor（en grec antic: Εὐήνωρ, llatí: Evenor) va ser un metge de l'antiga Grècia que sembla que va escriure sobre fractures i luxacions i que hauria viscut al segle iv aC, atès que va rebre la ciutadania atenesa l'any 322 aC. Probablement és el mateix de qui parla Plini el Vell i també Celi Aurelià, qui diu que va escriure un llibre anomenat Curationes.